# Moustaqil
 (octobre 2021).
L’initiative Moustaqil (en arabe, مبادرة مستقل) a été fondée en septembre 2018 au Maroc. C’est un mouvement citoyen, par les jeunes et pour les jeunes, très actif dans la région de Rabat-Salé-Kénitra .

## Débuts (2018-2019)

### Origine
L’initiative Moustaqil trouve son origine dans le quartier des Orangers à Rabat, dans lequel, en 2018, quatre jeunes se sont emparés du sujet des NEET. Une question qu’ils connaissaient deux d’entre eux étant passés par cette situation.
Progressivement, ce petit groupe, installé dans un garage, se lance dans l'aide avec d'autres jeunes et parvient à perfectionner des actions d’accompagnement.
La principale action réside dans la création d’un programme gratuit d’émergence des compétences en direction des NEET .

### Programme gratuit d’émergence des compétences
Début 2019, Moustaqil a mis en place une opération pilote visant à l’intégration des jeunes NEET dans un réseau professionnel et l’accompagnement vers un retour à l’enseignement.
Cette opération pilote s’est déroulé à [Rabat|Rabat]. Moustaqil a associé des programmes gratuits d’émergence des compétences par les jeunes et pour les jeunes, l’intégration d’un réseau professionnel mais aussi des activités d’implication citoyennes (activités culturelles et sportives, éducation civique) destinées au NEET et ce pendant trois mois. Tout cela se déroule au sein de Dar Moustaqil, un lieu de vie et un espace de travail mis à disposition des jeunes NEET par l’Initiative Moustaqil.
À partir de cette opération, Moustaqil organisera plusieurs sessions gratuites de formation. Fin 2020, l’association revendique un taux d’insertion qu’elle estime à 52,2%, mettant en place 135 modules de formation et des cycles d’apprentissage courts qui ont bénéficié à 1 122 jeunes.

## Tournée nationale
En 2020, l’initiative Moustaqil annonce avoir finalisée une tournée régionale au Maroc.
Cette tournée d’une durée de 4 mois, a pris la forme d’une enquête de terrain réalisée par une quarantaine de jeunes de Moustaqil.
Ces jeunes se sont rendus dans 24 villes de cinq régions différentes, afin d’aller à la rencontre des jeunes NEET, partout au Maroc, et ce afin d’avoir une connaissance quantitative et quantitative plus précise de la situation des jeunes NEET au Maroc.
Lors de cette tournée, Moustaqil réalisera plus de 650 entretiens individuels et focus groupes .

## Ascension (2021 - )

### Dar Moustaqil Agdal
Fin 2020, Moustaqil annonce l’ouverture d’une nouvelle Dar Moustaqil, et ce dans le quartier de l’Agdal, et quitte ainsi le quartier des Orangers à [Rabat|Rabat].

### Nouveau Pacte pour la Jeunesse
Le 21 avril 2021, Moustaqil a présenté, lors d’une conférence de presse, sa proposition pour la mise en place au Maroc d’un “Nouveau Pacte pour la Jeunesse”.
L’idée directrice de ce nouveau pacte est de permettre d’éviter un certain nombre d’obstacles que rencontre la jeunesse dans la recherche et l’accès à l’emploi .
Ce nouveau pacte devrait, selon Omar Khyari, Président de l’Initiative Moustaqil, se matérialiser par l’attribution d’une “carte jeune” aux 15-24 ans, leur conférant un statut propre. Le but est de favoriser la reconnaissance de leur situation particulière en leur offrant des services comme des réductions sur les prix des transports ou encore un pass pour l’accès à des activités culturelles et sportives, entre autres.
Toutes ces recommandations ont été le fruit de près de trois années d’expérience tant de terrain, que de cellules d’écoute en direction des jeunes.